# Череда тридільна
Череда́ триді́льна (Bidens tripartita) — однорічна трав'яниста рослина родини айстрових. Місцеві назви — золоту́шна трава́, приче́па, реп'яхи́ тощо.

## Опис

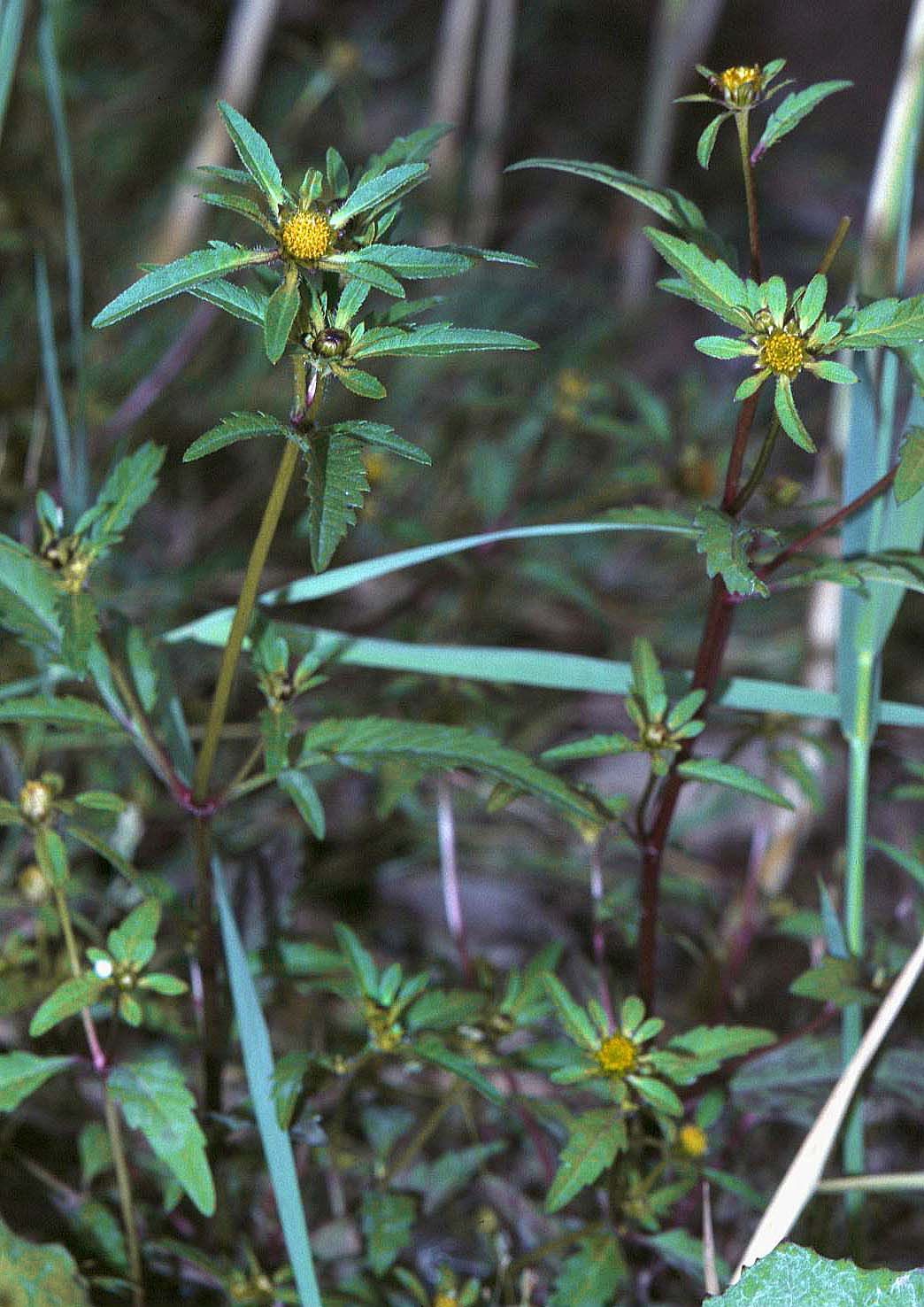
Листочки і квітки череди тридільної

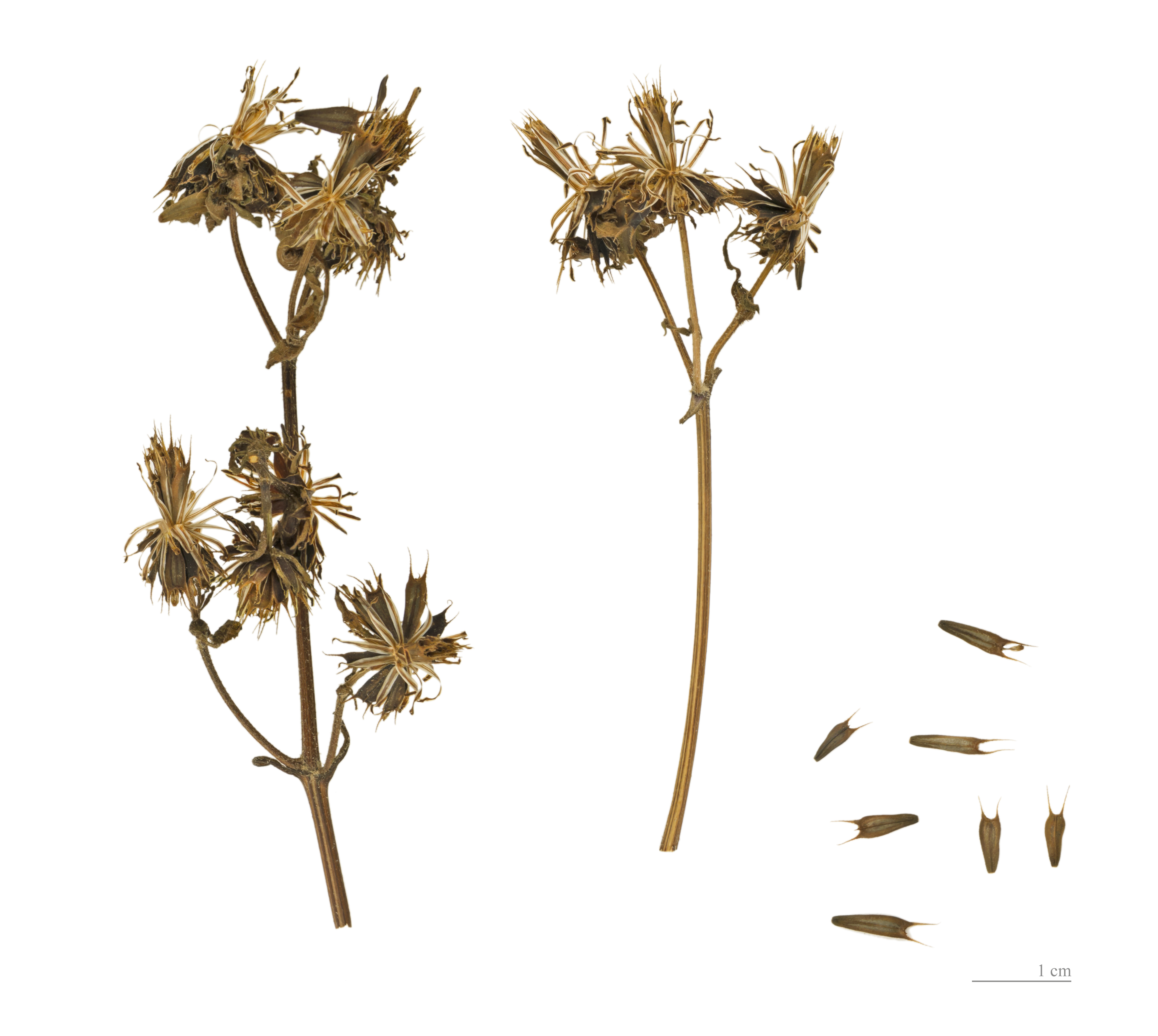
Bidens tripartita

Росте 50-60 см заввишки з веретеноподібним коренем. Стебло прямостояче, гіллясте, з рідкими волосками. Листки й гілки супротивні.
Листки темно-зелені, звичайно глибокотрироздільні, з великою кінцевою часткою, рідше цілісні, голі або слабоволосисті, з короткими крилатими черешками. Частки листка ланцетні, пилчасті.
Квітки дрібні, зібрані у кошики. Кошики (до 15 мм у діаметрі) поодинокі, або по два-три на кінцях гілочок. Обгортки кошиків дворядні, зовнішні листочки (5-8) обгорток відстовбурчені, зелені, значно довші від внутрішніх буро-зелених, по краю перетинчастих. Ложе кошика з плівчастими приквітками. Всі квітки кошика трубчасті, п'ятизубчасті, двостатеві, темно-жовті. Тичинок п'ять. Вони зрослися пиляками, маточка одна із нижньою зав'яззю, довгим стовпчиком і дволопатевою приймочкою.
Плід — клиноподібна, майже плоска сім'янка (б-8 мм завдовжки), зеленувато-коричнева, з двома-трьома щетинками на верхівці.

## Поширення
Череда тридільна росте на вільхових болотах, у зріджених листяних і мішаних лісах, по берегах водойм. Тіньовитривала рослина. Цвіте у серпні — вересні.
Поширена по всій Україні. Промислова заготівля можлива на Поліссі та в Лісостепу. Запаси сировини значні, часто утворює великі зарості.

## Інші види
Там де череда тридільна, трапляються і два інших види, що дуже схожі на перший:
- Череда поникла (Bidens cernua L.) відрізняється довгасто-ланцетними сидячими листками і пониклими, а не прямовисними, кошиками; на плодиках чотири щетинки (шипики). Росте у вільшняках, у сирих мішаних і листяних лісах, по берегах водойм. Тіньовитривала рослина, поширена по всій Україні.
- Череда промениста (Bidens radiatus Thuill.) на відміну від череди трироздільної має прицвітки, що сидять на квітколожі, довші від сім'янок і зовнішні листочки обгортки у вигляді променів навколо кошика.

Невідомо, чи ідентичні вони за хімічним складом з чередою тридільною. В народі ж, однак, вони використовуються нарівні з першою.Підписуйся на Клуб 16 лап!

## Використання
Лікарська, медоносна, кормова, фарбувальна рослина.
У науковій медицині використовують суміш листків і улиснених верхівок череди під назвою «трава череди» — Herba Bidentis. Її рекомендують як протизолотушний, сечогінний, жовчогінний, потогінний засіб, а також для поліпшення травлення. Череда поникла лікарського значення не має.
До складу трави череди входить ефірна олія, дубильні і флавонові речовини, слиз, вітамін С, каротин і мікроелементи.
У народній медицині використовують траву при хворобах печінки, простуді, як сечогінний засіб при запаленні сечового міхура, головному болі, як кровоочисний засіб, при порушенні обміну речовин, рахіті, цукровому діабеті, радикуліті, подагрі, при переляках, екземах, ранах, висипах, діатезі і золотусі.
Череда — медоносна рослина. Належить до пізніх медоносів. Молоді рослини добре поїдають свині і велика рогата худоба.
Трава череди має фарбувальні властивості, залежно від протрави нею можна фарбувати шовкові і шерстяні тканини в кремовий, коричневий, лимонно-жовтий, світло-зелений кольори.

## Збирання, переробка та зберігання
Збирають траву до цвітіння, зрізуючи верхівки рослин (10-15 см завдовжки) ножем або серпом. Сушать на горищах під залізним дахом або під наметами з достатньою вентиляцією, розстилаючи тонким шаром. Суху траву пакують у тюки по 100 кг або в мішки по 25 кг. Зберігають у сухих приміщеннях.